# فرقاطة كوني
كوني هو لقب تعريف الناتو ل حرب المضادة للغواصات والفرقاطة التي بناها الاتحاد السوفيتي . كانت تعرف في الاتحاد السوفييتي مشروع 1159 . تم بناء 14 في زيلينودولسك حوض بناء السفن بين عامي 1975 و 1988. وكان القصد أصلا أنها لتحل محل القديمة وفرقاطات من نوع ريغا، ولكن بدلا من ذلك تم اختيارها كتصميم للتصدير لمختلف القوات البحرية الودية. وقد صممت الفئة الفرعية كوني 1 للمياه الأوروبية، وقدمت لكوني II للمياه الدافئة. وقد احتفظ بواحدة من قبل السوفييت في البحر الأسود لتدريب الطواقم الأجنبية. فقط عدد قليل من هذه السفن لا تزال في الخدمة اليوم.

## المستخدمون
- الجزائر 3 في الخدمة، يتم ترقية مع الالكترونيات جديدة، وأنابيب طوربيد مضادة للغواصات و8 × خ-35 كياك صواريخ أوران / SS-N-25 المطواة مضادة للسفن
- ليبيا 1 (2 سابقا)، 4 × 406 ملم أنابيب طوربيد، وحالة غير معروفة، والتي تضررت من قصف مايو 19/20 وعلى 9 أغسطس 2011
- ألمانيا 3، 2 ألغت في عام 1990 واحدة ألغت في عام 1995.
- مصر 2
- كوبا 2